# Angol Királynő Szálló
Az Angol Királynő Szálló, vagy Szálloda az Angol Királynőhöz Pest, illetve Budapest egyik híres szállodája és étterme volt a 19. században, amely arról is nevezetes, hogy 15 évig itt lakott Deák Ferenc, „a haza bölcse”.

## Története
„Az egykori pesti városfal északi pontján, a Dunaparton levő rondella állott az Angol királyné épülete helyén s ennek a rondellának és a csatlakozó városfalnak a lebontása tette lehetővé az Angol királyné kávéház és szálloda megalapítását, amit nagyban előmozdított az is, hogy itt volt a pesti kikötő-pontja a két testvérvárost, Budát és Pestet összekötő hajóhídnak. A hajóhíd pesti részénél és az említett északi rondella mellett a Duna partján egy kis városi kocsma állott, melynek az volt a rendeltetése, hogy az átkelési helynél a hosszú utazásban elfáradt embereknek ételt és italt nyújtson. A pestvárosi tanács azonban nem volt megelégedve a kocsma jövedelmével s ezért elhatározta, hogy értékesíteni fogja az épületet a hozzátartozó 146 n-ölet kitevő telekkel és kocsmáltatási joggal együtt. Az eladást még az év elején határozta el a tanács, ugyanis ekkor vétel céljából már felajánlotta az ingatlant Hilmayer Mátyásnak, az akkori bérlőnek, ki hajlandónak is mutatkozott azt 4000 forintért megvenni. A formaságok betartása szempontjából mivel közvagyonról volt szó a tanács hivatalos árverést tűzött ki az ingatlan értékesítésére. Az árverés határnapja 1789. június 17-ike volt, azonban az árverezés a valóságban nem történt meg, mert a tanács már előzőleg elfogadta a Hilmayer Mátyás által felajánlott 4000 forint vételárat. A telekvásárlással egyidejűleg, 1789. június 2-án, megvett Hilmayer Mátyás egy újabb ingatlant, mely a kocsma telkével szomszédos volt. Ehhez pedig az akkori »új vásártér« (mai Erzsébet-tér) szabályozásával kapcsolatosan jutott. Ugyanis az új vásártér helyének kijelölése alkalmával parcellázták fel a mai Lipótvárosnak a városfal mellett fekvő nagy részét. A telekkihasításokat a városfal északi rondellájánál kezdték meg, vagyis Hilmayer Mátyás kocsma-telkének közvetlen szomszédságában. Ez a telek volt az 1. számmal jelzett, melynek területén az északi rondella is állott; a telek kiterjedése 289 n-öl volt. Hilmayer az június 2-án tartott első árverésen vásárolta meg az 1. számmal jelölt rondella-telket, négyszögölenként 21 forintért. A teljes vételár 6069 forintot tett ki, amiből 2023 forintot Hilmayer azonnal le is fizetett a városi pénztárba, mert az árverési feltételek szerint a vételösszegnek egyharmadrészét azonnal ki kellett egyenlíteni. Ugyancsak árverési feltétel volt az is, hogy a vevőnek, illetve a mindenkori tulajdonosnak az ingatlanra négy éven belül házat kellett építtetnie. Hilmayer Mátyás 1789. június 17-én az 1. számmal jelzett telkét kötelezvény kiállítása mellett a pestvárosi tanács beleegyezésével átengedte Kemnitzer Jánosnak 6069 forintért azon feltétellel, hogy az árverési feltételek most már'az új tulajdonost kötelezik. Az adás-vétellel kapcsolatosan Hilmayer és Kemnitzer egymás között a két szomszédos telek határvonalára nézve bizonyos módosításokat végeztek, amennyiben az 1. számú telekből 19 négyszögölet Hilmayer a kocsmatelekhez csatolt, amiért 400 forintot fizetett Kemnitzer Jánosnak. A határváltoztatás után a Kemnitzer-féle telek 270 n-ölet, a Hilmayer-féle telek pedig 165 n-ölet tett ki. Természetesen az 1. számú telekre nézve az eredeti vételár is ennek megfelelően módosult, mert a kötelezvény értelmében 5669 forintban lett megállapítva. Hilmayer később megvásárolt még egy szomszédos, 135 n-öles telket és az időközben átalakított kocsmával együtt 1791. április 9-én eladta Kemnitzer Jánosnak.”

– Rokken Ferenc: A hajdani Angol Királyné-szálloda és az első dunaparti sétány, Tanulmányok Budapest Múltjából 2 (1933)

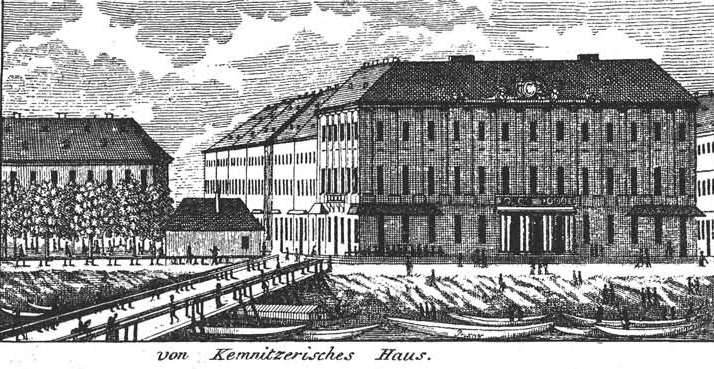
A Kemnitzer-ház, 1803-ban

A hajóhíd nagy forgalmú hídfője közelében, a Nagyhíd (ma Deák Ferenc) utca 1. számú épület helyén, a megvásárolt telken és a kocsma helyén 1792-ben Kemnitzer János, aki eredetileg gazdag tímármester, majd vendéglős volt, kétemeletes házat építtetett, amiben megnyitotta a Kemnitzer-féle első magyar Nagy Kávéházat. Johann Centurius von Hoffmannsegg gróf, szász botanikus 1794-ben így áradozott a helyről (korabeli fordításban): „A pesti kávéház még a legszebb, a mit e nemben idáig láttam. Ez földszint van és több szobából áll, de már az első – mindjárt a bemenetnél – valóban pompás. Ez egy kis négyszögű terem, egy-egy oldala talán tizenöt lépés lehet, négy bolthajtással, melyek középen négy oszlopon nyugosznak. Ugy ezek, mint az összes falak és a boltozat márványból vagy gipszből vannak (…) A négy bolthajtásról négy új divatú kristály gyertyatartó függ alá, à l’Arabeske. Egy gazdag díszítésű ízléses kályha harmonikusan egyezik meg egy hasonló nagyságú fali órával. A teremben három billiard van. Az egyik oldalon van a buffet, ahol – mivel a négyszög egyik oldalát áttörték – mindent láthat az ember, midőn valamit készítenek, e mellett egy fülkében ül egy választékosan öltözött fiatal hölgy, egy kedves kis íróasztal van előtte, és beszedi a pénzt.”

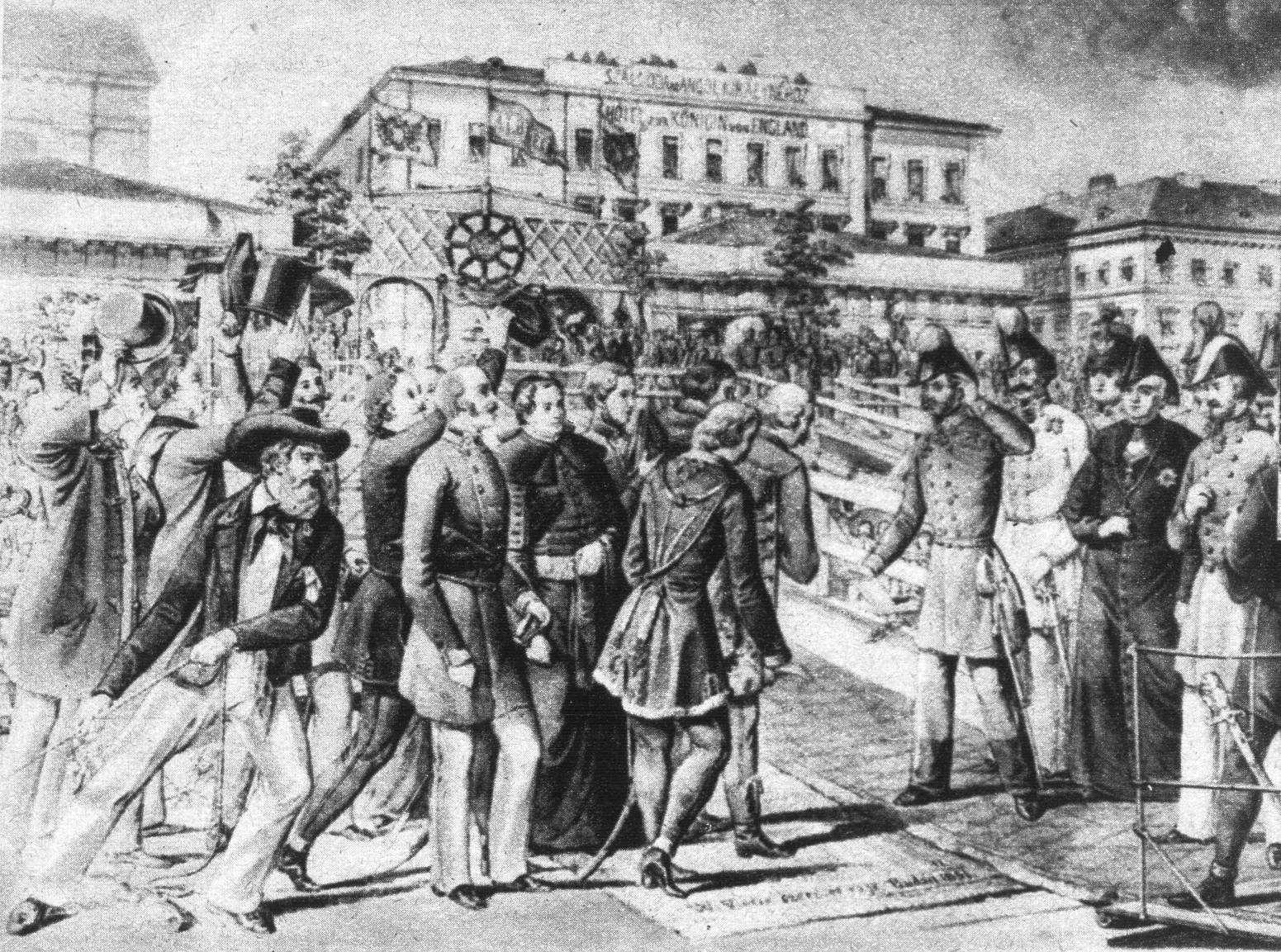
Albert főherceg 1851-es pesti látogatásakor, a szálloda újjáépítése után nem sokkal készült kép jól mutatja a hotel elhelyezkedését

Kemnitzer 1826-ban hunyt el, örökösei 1844-ben adták el az akkor már szállodaként üzemelő épületet kaprioriai Vodianer Móricnak. Vodianer 1869-es halála után Albert fia örökölte.
A kávéház első ismert bérlője Lechner Ferenc volt.
1838-as pesti árvíz levonulása után, a kávéház akkori bérlője, Bartl János, azonnal hozzálátott a megsemmisült helyiségek helyreállításához, ami Viktória angol királynő megkoronázásának idején történt. Így a kávéházat és a szállót az ünnepélyes megnyitás után a királynőhöz címezték. Udvarát kertté alakították, első emeletén előkelőségek által látogatott szalon volt.
Már Bartl hölgyszalont rendezett itt be, az elsőt az országban. A falakat mahagónitáblák borították, a boltozat fehérarany színű volt, és nagy oszlop tartotta. Az akkor még szinte ismeretlen Thonet-székek és -pamlagok korai példányaival rendezték be. Az udvari helyiségben Bartl korában virágüzlet is volt, amelyet a bérlő saját kertészete látott el.
Nem sokáig tündökölhetett a pompás szálloda, mert 1849 májusában a Budáról a pesti palotasor ellen – a magyar honvédség ostroma miatt bosszús osztrák Heinrich Hentzi generális által – elrendelt ágyúzás súlyos károkat okozott az épületben, a tetőrész le is égett, ezért újból fel kellett építtetni.

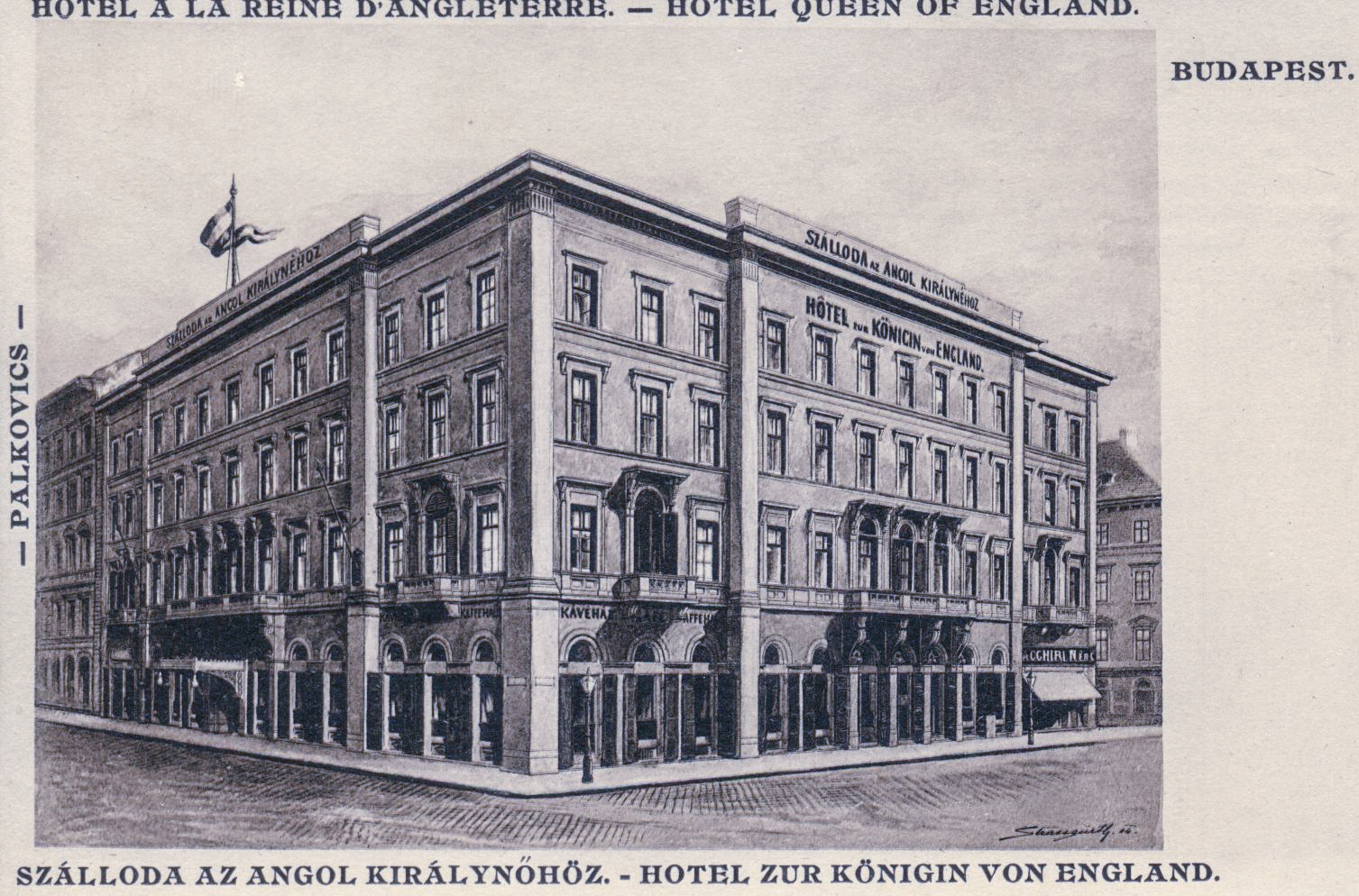
A szálló 1900-ban

1850-ben és 1851-ben a szálló Hild József tervei alapján újjáépült. A tornácos, oszlopos homlokzat része volt a Duna felől egy terasz. Az építési engedélyt 1850. március 30-án kapta meg Wodianer Móric azon feltétellel, hogy a tervbe vett átjárót (teraszt) megcsináltathatja ugyan, de kötelezvényt kell kiállítania arról, hogy a hatóság felszólítására az ingatlan mindenkori tulajdonosa lebontatja azt. A Rudolf von Alt festményén jól látszó, boltíves oszlopsorral kialakított átjárón nyugvó terasz végül 19 évet élt meg, miután 1870-ben a pestvárosi tanács 3000 forint kártalanítási összeg ellenében lebontatta azt és a később készült képeken láthatóan hiányzik. Az építkezés költségei 42 869 forint 33 krajcárba kerültek, amiből a bombázás által okozott kár címén, valamint a belső berendezések elpusztulásáért 12 130 forint 67 krajcárt megtérítettek a hatóságok. Az épület fehér falú lépcsőházában vörös márvány lépcsők voltak aranyozott farácsokkal, barokk, rokokó és biedermeier bútorait jobbára angol mesterektől szerezték be. Az udvaron szökőkút, a konyhában kút, az emeleteken pedig hat márványkút volt. 
A földszinti kávéház mellett elegáns éttermet, az emeleten úri szalont nyitottak. A 2. és 3. emeletet a szálloda foglalta el. 
Bartl után a következő bérlő Schalek Lipót vendéglős volt, majd Id. Marchal József vette át. Az ő idejében a város egyik legjobb szállodájaként emlegették. Ő egészen 1882-ig vezette. Tőle tanítványa, Palkovics Ede vette át a bérletet és a házat egészen az 1916-os bezárásáig üzemeltette. 
A Vodianer család 1900-ban adta el a házat báró Huszár Károlyné született gróf Nemes Máriának, akinek örökösei 1916. után a tulajdonjog egy részét a Pénzintézeti Központnak adták el, akik irodaépületté alakították az 1916-ban bezárt szállodát.
A rakpart 1860-as évekbeli kiépítése és a szálloda előtti rézsű feltöltése után a szálloda és a Duna közé az 1870-es években építették fel az Első Magyar Általános Biztosító Társaság (EMÁBT) székházát Frey Lajos építész tervei alapján. Az ettől délre elterülő telken 1871-ben készült el a Grand Hotel Hungária. Ettől kezdve az Angol Királynő Szállóból nem volt kilátás a Dunára nyugati és déli irányban. Mivel a Redoute helyén felépült Vigadó is magasabb volt a szálloda épületénél, a szobák jóval sötétebbek lettek. Ennek folyománya volt, hogy a tulajdonosok és üzemeltetők az 1880-as évektől inkább a hosszútávú bérlők felé fordultak és a szobák nagyobbik részét lakássá, illetve irodákká alakították.
Az étterem, kávéház és szalon még ezután is sokáig sikeresen üzemelt, de az előző századfordulón sorra nyíltak a Dunakorzón az éttermek és kávéházak, melyek már jóval vonzóbb konkurenciát teremtettek. Az étterem és vele együtt a ház sorsa az első világháború alatti recesszió miatt teljesedett be.

## Deák Ferenc
Deák Ferenc 1854-ben költözött ide, miután életjáradékért eladta Széchenyi István fiának, Széchenyi Ödön grófnak 1200 holdas kehidai birtokát. A nyarait Deák Balatonfüreden, később nővérénél Pusztaszentlászlón, majd annak 1853. októberi halála után egészsége 1868/69-es hanyatlásáig a húsvétot és a pünkösdöt magába foglaló 4-6 hetet, valamint a szüretet nővére leányánál, a paksi Szeniczey-kúria vendégeként töltötte, ahol annak kedves gyermekei tették derűssé idősödő napjait, de egyébként a szállóban lakott és itt fogadta politikai híveit is. A szálló éttermét sokan azért látogatták, hogy láthassák „a haza bölcsét”. A században a város divatos és kedvelt éttermei közé tartozott.

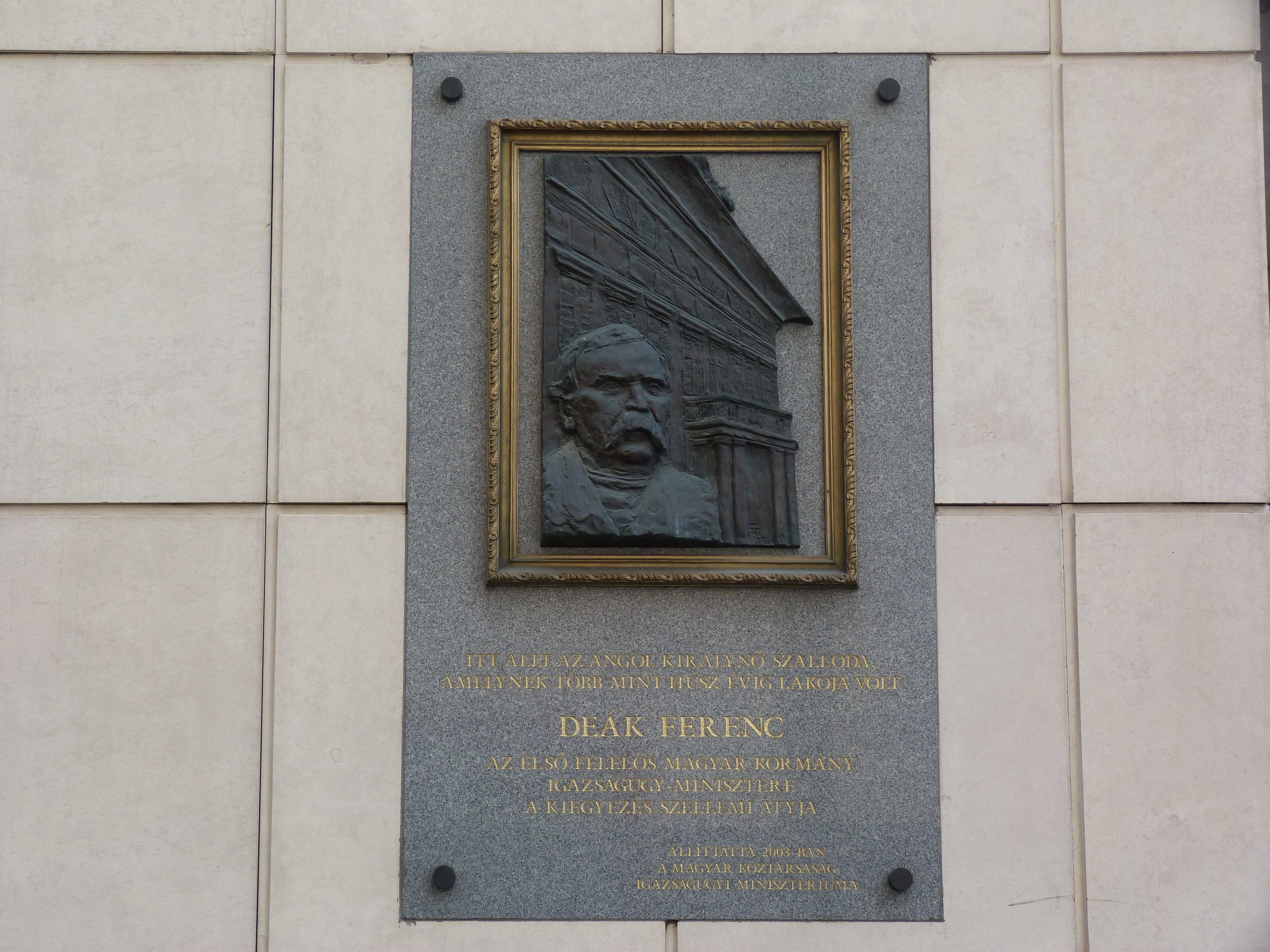
Deák Ferenc emléktáblája a Szálloda helyére épített ház falán

Deák a második emeleten lakott, két szobában. Az egyik szoba sarkában gyalupad volt rengeteg szerszámmal, mert pihenésképpen Deák szívesen foglalkozott fafaragással. Egyedül lakott aranyhalaival, egy rigóval és egy kanárival. Ha nem az étteremben étkezett, egyszerű helyekről hozatta az ételt, mindig két fogást evett, legszívesebben paradicsomos csirkét és főzeléket. Inasa, szobalánya nem volt, látogatói beléphettek, de csak akkor, ha a kulcs kívül volt a zárban. Ha nem, akkor nem fogadott látogatót.
Hatalmas levelezést bonyolított a szállodából, innen küldte el például azt a nyolcszáz levelet, amelyben közadakozásra kérte a magyarokat Vörösmarty Mihály az ő gondjaira bízott három árvája számára, mert a cenzúra nem engedélyezte a publikálást. Az összegyűjtött több mint százezer forint is ide érkezett meg, az Angol Királynő Szálló 72-es szobájába.

## A szálloda későbbi sorsa

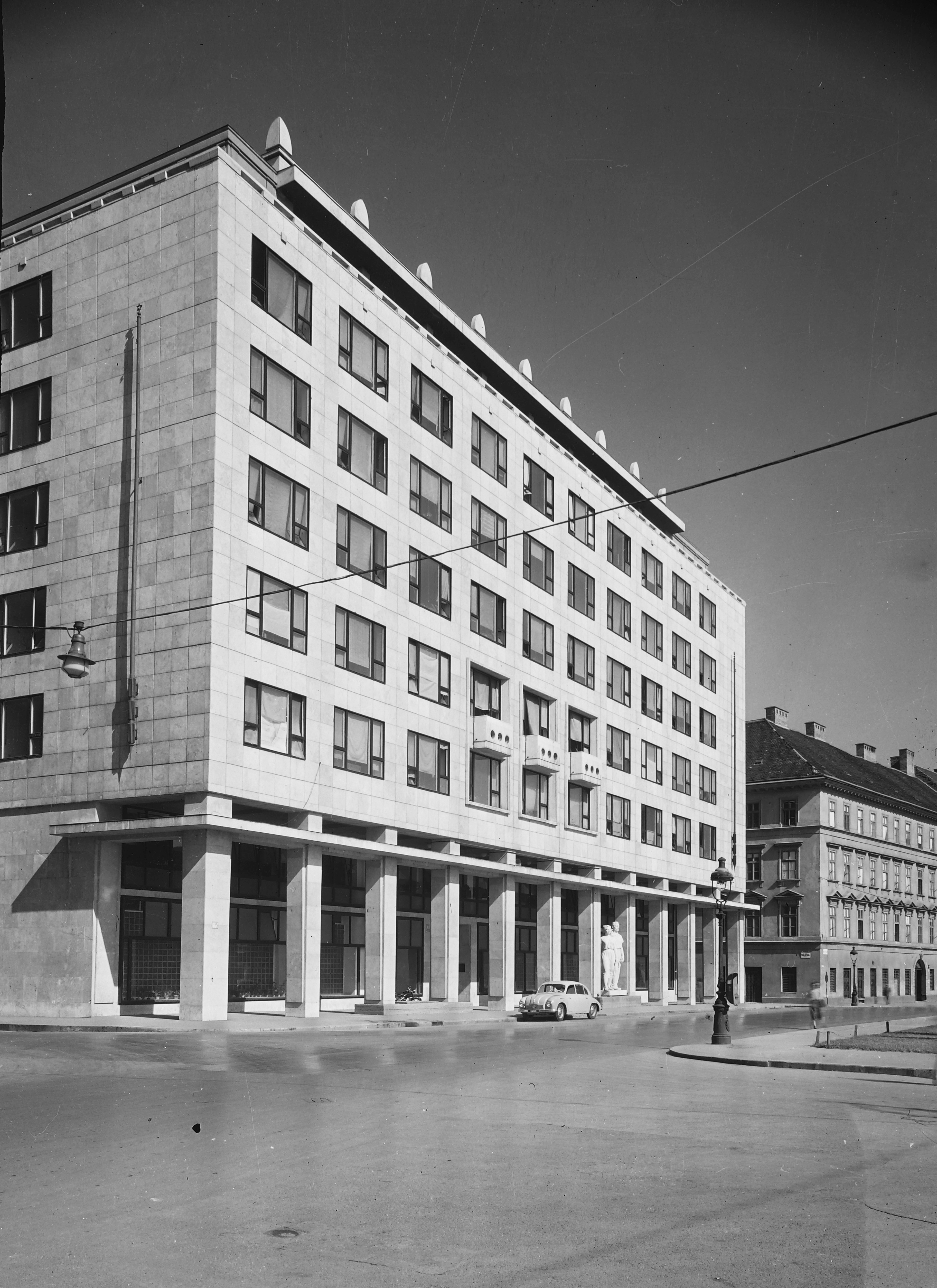
UVATERV székház (1953)

Az 1916-os bezárást követően a lakosztályok hosszútávú bérlőinek egy része megvásárolta szobáik berendezését. Deák Ferenc bútorai a Magyar Nemzeti Múzeumba kerültek.
Az épületet a Pénzintézeti Központ bérelte ki székház céljára báró Huszár Károlyné örököseitől, majd részben a tulajdonába is került. 1940-ben bontották le, hogy új irodaházat építsenek a helyére, de ez a háború kitörése miatt meghiúsult és a helyén épült fel 1950–52 között az UVATERV székház Fodor Lajos és Nyiri István tervei alapján, magyar avantgárd stílusban. Ezt az épületet a 2000-es években teljesen felújították és elnevezték Vigadó Palota Irodaháznak. Jelenlegi tulajdonosa a Budapesti Ingatlan Hasznosítási és Fejlesztési Nyrt. (röviden: BIF). 2018-óta itt működik az Agrárminisztérium.